# Tsjechisch voetbalelftal (mannen)
Het Tsjechisch voetbalelftal (Tsjechisch: Česká fotbalová reprezentace) is een team van voetballers dat Tsjechië vertegenwoordigt in internationale wedstrijden en toernooien. De eerste wedstrijd die de Tsjechen speelden na de afsplitsing van Tsjecho-Slowakije was tegen Turkije in 1994. De tabel gaat over de wedstrijden die sindsdien zijn gespeeld. Voor een eerder tijdperk zie Tsjecho-Slowaaks voetbalelftal.
Het land kon zich nog maar één keer kwalificeren voor het WK, echter op het EK is het land sinds de onafhankelijkheid een vaste waarde en miste dit nog nooit. Bij hun eerste deelname in 1996 werden ze meteen vicekampioen.

## Deelnames aan internationale toernooien

### Wereldkampioenschap
| Wereldkampioenschap voetbal | Wereldkampioenschap voetbal | Wereldkampioenschap voetbal | Wereldkampioenschap voetbal | Wereldkampioenschap voetbal | Wereldkampioenschap voetbal | Wereldkampioenschap voetbal | Wereldkampioenschap voetbal | Wereldkampioenschap voetbal |
| Jaar                        | Ronde                       | Wed.                        | W                           | G                           | V                           | DV                          | DT                          | Kwal                        |
| --------------------------- | --------------------------- | --------------------------- | --------------------------- | --------------------------- | --------------------------- | --------------------------- | --------------------------- | --------------------------- |
| 1930–1990                   | Bij Tsjecho-Slowakije       | Bij Tsjecho-Slowakije       | Bij Tsjecho-Slowakije       | Bij Tsjecho-Slowakije       | Bij Tsjecho-Slowakije       | Bij Tsjecho-Slowakije       | Bij Tsjecho-Slowakije       | Bij Tsjecho-Slowakije       |
| 1994                        | Geen deelname               | Geen deelname               | Geen deelname               | Geen deelname               | Geen deelname               | Geen deelname               | Geen deelname               | Geen deelname               |
| 1998                        | Niet gekwalificeerd         | Niet gekwalificeerd         | Niet gekwalificeerd         | Niet gekwalificeerd         | Niet gekwalificeerd         | Niet gekwalificeerd         | Niet gekwalificeerd         | Niet gekwalificeerd         |
| 2002                        | Niet gekwalificeerd         | Niet gekwalificeerd         | Niet gekwalificeerd         | Niet gekwalificeerd         | Niet gekwalificeerd         | Niet gekwalificeerd         | Niet gekwalificeerd         | Niet gekwalificeerd         |
| 2006                        | Groepsfase                  | 3                           | 1                           | 0                           | 2                           | 3                           | 4                           | (Kwal.)                     |
| 2010                        | Niet gekwalificeerd         | Niet gekwalificeerd         | Niet gekwalificeerd         | Niet gekwalificeerd         | Niet gekwalificeerd         | Niet gekwalificeerd         | Niet gekwalificeerd         | Niet gekwalificeerd         |
| 2014                        | Niet gekwalificeerd         | Niet gekwalificeerd         | Niet gekwalificeerd         | Niet gekwalificeerd         | Niet gekwalificeerd         | Niet gekwalificeerd         | Niet gekwalificeerd         | Niet gekwalificeerd         |
| 2018                        | Niet gekwalificeerd         | Niet gekwalificeerd         | Niet gekwalificeerd         | Niet gekwalificeerd         | Niet gekwalificeerd         | Niet gekwalificeerd         | Niet gekwalificeerd         | Niet gekwalificeerd         |
| 2022                        | Niet gekwalificeerd         | Niet gekwalificeerd         | Niet gekwalificeerd         | Niet gekwalificeerd         | Niet gekwalificeerd         | Niet gekwalificeerd         | Niet gekwalificeerd         | Niet gekwalificeerd         |
| Totaal                      | 1/21                        | 3                           | 1                           | 0                           | 2                           | 3                           | 4                           |                             |

### Europees kampioenschap
| Europees kampioenschap voetbal | Europees kampioenschap voetbal | Europees kampioenschap voetbal | Europees kampioenschap voetbal | Europees kampioenschap voetbal | Europees kampioenschap voetbal | Europees kampioenschap voetbal | Europees kampioenschap voetbal | Europees kampioenschap voetbal |
| Jaar                           | Ronde                          | Wed.                           | W                              | G                              | V                              | DV                             | DT                             | Kwal                           |
| ------------------------------ | ------------------------------ | ------------------------------ | ------------------------------ | ------------------------------ | ------------------------------ | ------------------------------ | ------------------------------ | ------------------------------ |
| 1960–1992                      | Bij Tsjecho-Slowakije          | Bij Tsjecho-Slowakije          | Bij Tsjecho-Slowakije          | Bij Tsjecho-Slowakije          | Bij Tsjecho-Slowakije          | Bij Tsjecho-Slowakije          | Bij Tsjecho-Slowakije          | Bij Tsjecho-Slowakije          |
| 1996                           | Tweede plaats                  | 6                              | 2                              | 2                              | 2                              | 7                              | 8                              | (Kwal.)                        |
| 2000                           | Groepsfase                     | 3                              | 1                              | 0                              | 2                              | 3                              | 3                              | (Kwal.)                        |
| 2004                           | Halve finale                   | 5                              | 4                              | 0                              | 1                              | 10                             | 5                              | (Kwal.)                        |
| 2008                           | Groepsfase                     | 3                              | 1                              | 0                              | 2                              | 4                              | 6                              | (Kwal.)                        |
| 2012                           | Kwartfinale                    | 4                              | 2                              | 0                              | 2                              | 4                              | 6                              | (Kwal.)                        |
| 2016                           | Groepsfase                     | 3                              | 0                              | 1                              | 2                              | 2                              | 5                              | (Kwal.)                        |
| 2020                           | Kwartfinale                    | 5                              | 2                              | 1                              | 2                              | 6                              | 4                              | (Kwal.)                        |
| 2024                           | Groepsfase                     | 3                              | 0                              | 1                              | 2                              | 3                              | 5                              | (Kwal.)                        |
| Totaal                         | 8 keer                         | 32                             | 12                             | 5                              | 15                             | 39                             | 42                             |                                |

### FIFA Confederations Cup
| FIFA Confederations Cup | FIFA Confederations Cup | FIFA Confederations Cup | FIFA Confederations Cup | FIFA Confederations Cup | FIFA Confederations Cup | FIFA Confederations Cup | FIFA Confederations Cup | FIFA Confederations Cup |
| Jaar                    | Ronde                   | Wed.                    | W                       | G                       | V                       | DV                      | DT                      |                         |
| ----------------------- | ----------------------- | ----------------------- | ----------------------- | ----------------------- | ----------------------- | ----------------------- | ----------------------- | ----------------------- |
| 1997                    | Derde plaats            | 5                       | 2                       | 1                       | 2                       | 10                      | 7                       |                         |
| Totaal                  | 1 keer                  | 5                       | 2                       | 1                       | 2                       | 10                      | 7                       |                         |

### UEFA Nations League
| 2018–19 | B | 20e | 4 | 2 | 0 | 2 | 4 | 4  | Stabiel  |
| 2020–21 | B | 19e | 6 | 4 | 0 | 2 | 9 | 5  | Gestegen |
| 2022–23 | A | 14e | 6 | 1 | 1 | 4 | 5 | 13 | Gedaald  |

## Bondscoaches
- Bijgewerkt tot en met de EK-kwalificatie wedstrijd tegen  Moldavië (3-1) op 20 november 2023.

| Naam             | Van               | Tot               | Duels | W  | G  | V  |
| ---------------- | ----------------- | ----------------- | ----- | -- | -- | -- |
| Dušan Uhrin      | 23 februari 1994  | 21 december 1997  | 48    | 27 | 10 | 11 |
| Jozef Chovanec   | 25 maart 1998     | 14 november 2001  | 45    | 27 | 7  | 11 |
| Karel Brückner   | 12 december 2001  | 30 juni 2008      | 77    | 50 | 12 | 15 |
| Petr Rada        | 17 juli 2008      | 8 april 2009      | 8     | 2  | 4  | 2  |
| František Straka | 12 mei 2009       | 30 juni 2009      | 1     | 1  | 0  | 0  |
| Ivan Hašek       | 7 juli 2009       | 19 oktober 2009   | 5     | 3  | 2  | 0  |
| Michal Bílek     | 20 oktober 2009   | 11 september 2013 | 42    | 16 | 10 | 16 |
| Josef Pešice     | 13 september 2013 | 31 december 2013  | 3     | 3  | 0  | 0  |
| Pavel Vrba       | 1 januari 2014    | 29 juni 2016      | 25    | 10 | 5  | 10 |
| Karel Jarolím    | 1 augustus 2016   | 11 september 2018 | 22    | 10 | 4  | 8  |
| Jaroslav Šilhavý | 18 september 2018 | 20 november 2023  | 56    | 26 | 10 | 20 |
| Ivan Hašek       | 4 januari 2024    | heden             | -     |    |    |    |

## Huidige selectie
De volgende spelers werden opgenomen in de selectie voor het EK 2024.
Interlands en doelpunten bijgewerkt tot en met de wedstrijd tegen  Armenië op 26 maart 2024.
| №           | Naam            | Wed. | Dlpnt. | Club             |
| ----------- | --------------- | ---- | ------ | ---------------- |
| Doel        |                 |      |        |                  |
|             | Jindřich Staněk | 9    | 0      | Slavia Praag     |
|             | Matěj Kovář     | 1    | 0      | Bayer Leverkusen |
|             | Vítězslav Jaroš | 0    | 0      | Sturm Graz       |
| Verdediging |                 |      |        |                  |
|             | Vladimír Coufal | 40   | 1      | West Ham United  |
|             | Tomáš Holeš     | 27   | 2      | Slavia Praag     |
|             | David Zima      | 20   | 1      | Slavia Praag     |
|             | Ladislav Krejčí | 9    | 3      | Sparta Praag     |
|             | David Douděra   | 8    | 1      | Slavia Praag     |
|             | David Jurásek   | 7    | 0      | 1899 Hoffenheim  |
|             | Martin Vitík    | 1    | 0      | Sparta Praag     |
|             | Robin Hranáč    | 1    | 0      | Viktoria Pilsen  |
|             | Tomáš Vlček     | 1    | 0      | Slavia Praag     |
| Middenveld  |                 |      |        |                  |
|             | Tomáš Souček    | 68   | 12     | West Ham United  |
|             | Antonín Barák   | 39   | 9      | Fiorentina       |
|             | Michal Sadílek  | 23   | 1      | FC Twente        |
|             | Lukáš Provod    | 18   | 2      | Slavia Praag     |
|             | Václav Černý    | 15   | 1      | VfL Wolfsburg    |
|             | Ondřej Lingr    | 13   | 0      | Feyenoord        |
|             | Pavel Šulc      | 1    | 0      | Viktoria Pilsen  |
|             | Matěj Jurásek   | 1    | 0      | Slavia Praag     |
|             | Lukáš Červ      | 0    | 0      | Viktoria Pilsen  |
| Aanval      |                 |      |        |                  |
|             | Patrik Schick   | 37   | 18     | Bayer Leverkusen |
|             | Adam Hložek     | 31   | 2      | Bayer Leverkusen |
|             | Jan Kuchta      | 20   | 2      | Sparta Praag     |
|             | Mojmír Chytil   | 12   | 4      | Slavia Praag     |
|             | Tomáš Chorý     | 3    | 2      | Viktoria Pilsen  |

## Statistieken
- Bijgewerkt tot en met de EK-kwalificatie wedstrijd tegen  Moldavië (3-1) op 20 november 2023.

### Van jaar tot jaar
| Jaar | Wedstrijden | Wedstrijden | Wedstrijden | Wedstrijden | Doelpunten | Doelpunten | Doelpunten | Punten |
| Jaar | Duels       | Winst       | Gelijk      | Verlies     | Voor       | Tegen      | Saldo      | Punten |
| ---- | ----------- | ----------- | ----------- | ----------- | ---------- | ---------- | ---------- | ------ |
| 1994 | 8           | 4           | 3           | 1           | 20         | 11         | +9         | 1.375  |
| 1995 | 10          | 7           | 2           | 1           | 22         | 8          | +14        | 1.600  |
| 1996 | 16          | 8           | 4           | 4           | 25         | 14         | +11        | 1.250  |
| 1997 | 14          | 8           | 1           | 5           | 26         | 14         | +12        | 1.214  |
| 1998 | 10          | 7           | 2           | 1           | 17         | 8          | +9         | 1.600  |
| 1999 | 11          | 9           | 1           | 1           | 24         | 6          | +18        | 1.727  |
| 2000 | 12          | 6           | 1           | 5           | 21         | 13         | +7         | 1.083  |
| 2001 | 12          | 5           | 3           | 4           | 22         | 12         | +10        | 1.083  |
| 2002 | 10          | 7           | 3           | 0           | 23         | 7          | +16        | 1.700  |
| 2003 | 9           | 8           | 1           | 0           | 30         | 6          | +24        | 1.889  |
| 2004 | 15          | 9           | 2           | 4           | 24         | 13         | +11        | 1.333  |
| 2005 | 12          | 9           | 0           | 3           | 35         | 12         | +23        | 1.500  |
| 2006 | 13          | 7           | 3           | 3           | 26         | 12         | +14        | 1.308  |
| 2007 | 10          | 7           | 2           | 1           | 17         | 4          | +13        | 1.600  |
| 2008 | 12          | 5           | 3           | 4           | 17         | 14         | +3         | 1.083  |
| 2009 | 11          | 4           | 5           | 2           | 16         | 7          | +9         | 1.182  |
| 2010 | 8           | 4           | 1           | 3           | 12         | 7          | +5         | 1.125  |
| 2011 | 12          | 5           | 3           | 4           | 18         | 14         | +4         | 1.083  |
| 2012 | 13          | 5           | 4           | 4           | 14         | 12         | +2         | 1.077  |
| 2013 | 10          | 5           | 2           | 3           | 15         | 9          | +6         | 1.200  |
| 2014 | 8           | 4           | 2           | 2           | 15         | 12         | +3         | 1.250  |
| 2015 | 9           | 4           | 1           | 4           | 14         | 14         | 0          | 1.000  |
| 2016 | 14          | 4           | 5           | 5           | 18         | 15         | +3         | 0.929  |
| 2017 | 10          | 6           | 1           | 3           | 22         | 9          | +13        | 1.300  |
| 2018 | 10          | 5           | 0           | 5           | 11         | 16         | -5         | 1.000  |
| 2019 | 10          | 5           | 0           | 5           | 16         | 17         | -13        | 1.000  |
| 2020 | 8           | 5           | 0           | 3           | 11         | 7          | +2         | 1.250  |
| 2021 | 17          | 8           | 4           | 5           | 31         | 19         | +12        | 1.176  |
| 2022 | 10          | 2           | 2           | 6           | 12         | 17         | -5         | 0.600  |
| 2023 | 10          | 5           | 4           | 1           | 17         | 8          | +9         | 1.400  |

## FIFA-wereldranglijst[1]
| 1994 | 1995 | 1996 | 1997 | 1998 | 1999 | 2000 | 2001 | 2002 | 2003 | 2004 | 2005 | 2006 | 2007 | 2008 | 2009 | 2010 | 2011 | 2012 | 2013 | 2014 | 2015 | 2016 | 2017 | 2018 | 2019 | 2020 | 2021 | 2022 | 2023 | 2024 |
| ---- | ---- | ---- | ---- | ---- | ---- | ---- | ---- | ---- | ---- | ---- | ---- | ---- | ---- | ---- | ---- | ---- | ---- | ---- | ---- | ---- | ---- | ---- | ---- | ---- | ---- | ---- | ---- | ---- | ---- | ---- |
| 34   | 14   | 5    | 3    | 8    | 2    | 5    | 14   | 15   | 6    | 4    | 2    | 10   | 6    | 11   | 25   | 30   | 33   | 29   | 28   | 17   | 26   | 43   | 48   | 42   | 45   | 42   | 32   | 38   | 39   | 42   |

## Selecties

### Wereldkampioenschap
| Doel        |                   |  |  |                      |
| 1           | Petr Čech         |  |  | Chelsea              |
| 16          | Jaromír Blažek    |  |  | Sparta Praag         |
| 23          | Antonín Kinský    |  |  | FK Saturn            |
| Verdediging |                   |  |  |                      |
| 2           | Zdeněk Grygera    |  |  | AFC Ajax             |
| 3           | Pavel Mareš       |  |  | Zenit St. Petersburg |
| 5           | Radoslav Kováč    |  |  | Spartak Moskou       |
| 6           | Marek Jankulovski |  |  | AC Milan             |
| 13          | Martin Jiránek    |  |  | Spartak Moskou       |
| 21          | Tomáš Ujfaluši    |  |  | ACF Fiorentina       |
| 22          | David Rozehnal    |  |  | Paris Saint-Germain  |
| Middenveld  |                   |  |  |                      |
| 4           | Tomáš Galásek     |  |  | AFC Ajax             |
| 7           | Libor Sionko      |  |  | Austria Wien         |
| 8           | Karel Poborský    |  |  | České Budějovice     |
| 10          | Tomáš Rosický     |  |  | Borussia Dortmund    |
| 11          | Pavel Nedvěd      |  |  | Juventus             |
| 14          | David Jarolím     |  |  | Hamburger SV         |
| 19          | Jan Polák         |  |  | 1. FC Nürnberg       |
| 20          | Jaroslav Plašil   |  |  | AS Monaco            |
| Aanval      |                   |  |  |                      |
| 9           | Jan Koller        |  |  | Borussia Dortmund    |
| 12          | Vratislav Lokvenc |  |  | Red Bull Salzburg    |
| 15          | Milan Baroš       |  |  | Aston Villa          |
| 18          | Marek Heinz       |  |  | Galatasaray          |
| 17          | Jiří Štajner      |  |  | Hannover 96          |

### Europees kampioenschap
| Doel        |                 |  |  |                      |
| 1           | Petr Kouba      |  |  | Sparta Praag         |
| 16          | Pavel Srníček   |  |  | Newcastle United     |
| 22          | Ladislav Maier  |  |  | Slovan Liberec       |
| Verdediging |                 |  |  |                      |
| 3           | Jan Suchopárek  |  |  | Slavia Praag         |
| 5           | Miroslav Kadlec |  |  | 1. FC Kaiserslautern |
| 12          | Luboš Kubík     |  |  | FK Drnovice          |
| 15          | Michal Horňák   |  |  | Sparta Praag         |
| 18          | Martin Kotůlek  |  |  | Sigma Olomouc        |
| 19          | Karel Rada      |  |  | Sigma Olomouc        |
| 20          | Pavel Novotný   |  |  | Slavia Praag         |
| Middenveld  |                 |  |  |                      |
| 2           | Radoslav Látal  |  |  | FC Schalke 04        |
| 4           | Pavel Nedvěd    |  |  | Sparta Praag         |
| 7           | Jiří Němec      |  |  | FC Schalke 04        |
| 6           | Václav Němeček  |  |  | Servette Genève      |
| 8           | Karel Poborský  |  |  | Slavia Praag         |
| 11          | Martin Frýdek   |  |  | Sparta Praag         |
| 13          | Radek Bejbl     |  |  | Slavia Praag         |
| 14          | Patrik Berger   |  |  | Borussia Dortmund    |
| 17          | Vladimír Šmicer |  |  | Slavia Praag         |
| Aanval      |                 |  |  |                      |
| 9           | Pavel Kuka      |  |  | 1. FC Kaiserslautern |
| 10          | Radek Drulák    |  |  | FK Drnovice          |
| 21          | Milan Kerbr     |  |  | Sigma Olomouc        |

| Doel        |                   |  |  |                     |
| 1           | Pavel Srníček     |  |  | Sheffield Wednesday |
| 16          | Ladislav Maier    |  |  | Rapid Wien          |
| 22          | Jaromír Blažek    |  |  | Sparta Praag        |
| Verdediging |                   |  |  |                     |
| 2           | Tomáš Řepka       |  |  | ACF Fiorentina      |
| 5           | Milan Fukal       |  |  | Sparta Praag        |
| 6           | Petr Vlček        |  |  | Slavia Praag        |
| 15          | Marek Jankulovski |  |  | Baník Ostrava       |
| 18          | Jiří Novotný      |  |  | Sparta Praag        |
| 19          | Karel Rada        |  |  | Slavia Praag        |
| 21          | Petr Gabriel      |  |  | Sparta Praag        |
| Middenveld  |                   |  |  |                     |
| 3           | Radoslav Látal    |  |  | FC Schalke 04       |
| 4           | Pavel Nedvěd      |  |  | Lazio Roma          |
| 7           | Jiří Němec        |  |  | FC Schalke 04       |
| 8           | Karel Poborský    |  |  | SL Benfica          |
| 11          | Tomáš Rosický     |  |  | Sparta Praag        |
| 13          | Radek Bejbl       |  |  | Atlético Madrid     |
| 14          | Pavel Horváth     |  |  | Slavia Praag        |
| 17          | Vladimír Šmicer   |  |  | Liverpool           |
| 20          | Patrik Berger     |  |  | Liverpool           |
| Aanval      |                   |  |  |                     |
| 9           | Pavel Kuka        |  |  | VfB Stuttgart       |
| 10          | Jan Koller        |  |  | RSC Anderlecht      |
| 12          | Vratislav Lokvenc |  |  | Sparta Praag        |

| Doel        |                   |  |  |                      |
| 1           | Petr Čech         |  |  | Chelsea              |
| 16          | Jaromír Blažek    |  |  | Sparta Praag         |
| 23          | Antonín Kinský    |  |  | FK Saturn            |
| Verdediging |                   |  |  |                      |
| 2           | Zdeněk Grygera    |  |  | AFC Ajax             |
| 3           | Pavel Mareš       |  |  | Zenit St. Petersburg |
| 5           | René Bolf         |  |  | AJ Auxerre           |
| 6           | Marek Jankulovski |  |  | Udinese              |
| 13          | Martin Jiránek    |  |  | Spartak Moskou       |
| 17          | Tomáš Hübschman   |  |  | Shakhtar Donetsk     |
| 21          | Tomáš Ujfaluši    |  |  | ACF Fiorentina       |
| 22          | David Rozehnal    |  |  | Club Brugge          |
| Middenveld  |                   |  |  |                      |
| 4           | Tomáš Galásek     |  |  | AFC Ajax             |
| 7           | Vladimír Šmicer   |  |  | Liverpool            |
| 8           | Karel Poborský    |  |  | Sparta Praag         |
| 10          | Tomáš Rosický     |  |  | Borussia Dortmund    |
| 11          | Pavel Nedvěd      |  |  | Juventus             |
| 14          | Štěpán Vachoušek  |  |  | Austria Wien         |
| 19          | Roman Týce        |  |  | TSV 1860 München     |
| 20          | Jaroslav Plašil   |  |  | AS Monaco            |
| Aanval      |                   |  |  |                      |
| 9           | Jan Koller        |  |  | Borussia Dortmund    |
| 12          | Vratislav Lokvenc |  |  | VfL Bochum           |
| 15          | Milan Baroš       |  |  | Liverpool            |
| 18          | Marek Heinz       |  |  | Baník Ostrava        |

| Doel        |                   |  |  |                     |
| 1           | Petr Čech         |  |  | Chelsea             |
| 16          | Jaromír Blažek    |  |  | 1. FC Nürnberg      |
| 23          | Daniel Zitka      |  |  | RSC Anderlecht      |
| Verdediging |                   |  |  |                     |
| 2           | Zdeněk Grygera    |  |  | Juventus            |
| 5           | Radoslav Kováč    |  |  | Spartak Moskou      |
| 6           | Marek Jankulovski |  |  | AC Milan            |
| 12          | Zdeněk Pospěch    |  |  | FC Kopenhagen       |
| 13          | Michal Kadlec     |  |  | Sparta Praag        |
| 18          | Tomáš Sivok       |  |  | Sparta Praag        |
| 21          | Tomáš Ujfaluši    |  |  | ACF Fiorentina      |
| 22          | David Rozehnal    |  |  | Lazio Roma          |
| Middenveld  |                   |  |  |                     |
| 3           | Jan Polák         |  |  | RSC Anderlecht      |
| 4           | Tomáš Galásek     |  |  | 1. FC Nürnberg      |
| 7           | Libor Sionko      |  |  | FC Kopenhagen       |
| 14          | David Jarolím     |  |  | Hamburger SV        |
| 17          | Marek Matějovský  |  |  | Reading             |
| 19          | Rudi Skácel       |  |  | Hertha BSC          |
| 20          | Jaroslav Plašil   |  |  | CA Osasuna          |
| Aanval      |                   |  |  |                     |
| 8           | Martin Fenin      |  |  | Eintracht Frankfurt |
| 9           | Jan Koller        |  |  | 1. FC Nürnberg      |
| 10          | Václav Svěrkoš    |  |  | Baník Ostrava       |
| 11          | Stanislav Vlček   |  |  | RSC Anderlecht      |
| 15          | Milan Baroš       |  |  | Portsmouth          |

| Doel        |                        |  |  |                       |
| 1           | Petr Čech              |  |  | Chelsea               |
| 16          | Jan Laštůvka           |  |  | Dnipro Dnipropetrovsk |
| 23          | Jaroslav Drobný        |  |  | Hamburger SV          |
| Verdediging |                        |  |  |                       |
| 2           | Theodor Gebre Selassie |  |  | Slovan Liberec        |
| 3           | Michal Kadlec          |  |  | Bayer Leverkusen      |
| 4           | Marek Suchý            |  |  | Spartak Moskou        |
| 5           | Roman Hubník           |  |  | Hertha BSC            |
| 6           | Tomáš Sivok            |  |  | Beşiktaş              |
| 8           | David Limberský        |  |  | Viktoria Plzeň        |
| 17          | Tomáš Hübschman        |  |  | Shakhtar Donetsk      |
| Middenveld  |                        |  |  |                       |
| 10          | Tomáš Rosický          |  |  | Arsenal               |
| 11          | Milan Petržela         |  |  | Viktoria Plzeň        |
| 13          | Jaroslav Plašil        |  |  | Girondins Bordeaux    |
| 12          | František Rajtoral     |  |  | Viktoria Plzeň        |
| 18          | Daniel Kolář           |  |  | Viktoria Plzeň        |
| 19          | Petr Jiráček           |  |  | VfL Wolfsburg         |
| 22          | Vladimír Darida        |  |  | Viktoria Plzeň        |
| Aanval      |                        |  |  |                       |
| 7           | Tomáš Necid            |  |  | CSKA Moskou           |
| 9           | Jan Rezek              |  |  | Anorthosis Famagusta  |
| 14          | Václav Pilař           |  |  | Viktoria Plzeň        |
| 15          | Milan Baroš            |  |  | Galatasaray           |
| 20          | Tomáš Pekhart          |  |  | 1. FC Nürnberg        |
| 21          | David Lafata           |  |  | FK Jablonec           |

| Doel        |                        |     |    |                     |
| 1           | Petr Čech              | 124 | 0  | Arsenal             |
| 16          | Tomáš Vaclík           | 6   | 0  | FC Basel            |
| 23          | Tomáš Koubek           | 2   | 0  | Slovan Liberec      |
| Verdediging |                        |     |    |                     |
| 2           | Pavel Kadeřábek        | 21  | 2  | TSG Hoffenheim      |
| 3           | Michal Kadlec          | 65  | 8  | Fenerbahçe          |
| 4           | Theodor Gebre Selassie | 37  | 1  | Werder Bremen       |
| 5           | Roman Hubník           | 29  | 3  | Viktoria Plzeň      |
| 6           | Tomáš Sivok            | 58  | 5  | Bursaspor           |
| 8           | David Limberský        | 40  | 1  | Viktoria Plzeň      |
| 11          | Daniel Pudil           | 33  | 2  | Sheffield Wednesday |
| 17          | Marek Suchý            | 27  | 1  | FC Basel            |
| Middenveld  |                        |     |    |                     |
| 9           | Bořek Dočkal           | 25  | 6  | Sparta Praag        |
| 10          | Tomáš Rosický          | 105 | 23 | Arsenal             |
| 13          | Jaroslav Plašil        | 103 | 7  | Bordeaux            |
| 14          | Daniel Kolář           | 29  | 2  | Viktoria Plzeň      |
| 15          | David Pavelka          | 10  | 0  | Kasımpaşa           |
| 18          | Josef Šural            | 14  | 1  | Sparta Praag        |
| 19          | Ladislav Krejčí        | 26  | 4  | Sparta Praag        |
| 20          | Jiří Skalák            | 11  | 0  | Brighton & HA       |
| 22          | Vladimír Darida        | 39  | 1  | Hertha BSC          |
| Aanval      |                        |     |    |                     |
| 7           | Tomáš Necid            | 42  | 12 | Bursaspor           |
| 12          | Milan Škoda            | 11  | 4  | Slavia Praag        |
| 21          | David Lafata           | 41  | 9  | Sparta Praag        |

Bond: FAČR 
 Mannen: Chance liga · Fortuna národní liga · ČFL / MSFL · Lagere voetbaldivisies · MOL Cup · Superpohár FAČR · Česko-slovenský Superpohár · Nationaal voetbalelftal 
 Vrouwen: I. liga žen · Nationaal vrouwenelftal
FAČR · A-internationals · Bondscoaches · Selecties · Statistieken · Tsjechisch vrouwenelftal · Olympisch elftal · Tsjechië U21 · Tsjechië U20 · Tsjechië U19 · Tsjechië U18 · Tsjechië U17 · Tsjechië U16
EK 1996 · 
EK 2000 · 
EK 2004 · 
EK 2008 · 
EK 2012 · 
EK 2016 · 
EK 2020
WK 1998 · 
WK 2002 · 
WK 2006 · 
WK 2010 · 
WK 2014 · 
WK 2018 · 
WK 2022
OS 2000
1906 · 1907 · 1908 · 1909 – 1938 · 1939 · 1940 – 1993 · 1994 · 1995 · 1996 · 1997 · 1998 · 1999 · 2000 · 2001 · 2002 · 2003 · 2004 · 2005 · 2006 · 2007 · 2008 · 2009 · 2010 · 2011 · 2012 · 2013 · 2014 · 2015 · 2016 · 2017 · 2018 · 2019 · 2020 · 2021
Albanië ·
Andorra ·
Armenië ·
Australië ·
Azerbeidzjan ·
België ·
Bosnië en Herzegovina ·
Brazilië ·
Bulgarije ·
Canada ·
China ·
Costa Rica ·
Cyprus ·
Denemarken ·
Duitsland ·
Engeland ·
Estland ·
Faeröer ·
Finland ·
Frankrijk ·
Georgië ·
Ghana ·
Griekenland ·
Hongarije ·
Ierland ·
IJsland ·
Israël ·
Italië ·
Japan ·
Joegoslavië ·
Kazachstan ·
Koeweit ·
Kosovo ·
Kroatië ·
Letland ·
Libanon ·
Liechtenstein ·
Litouwen ·
Luxemburg ·
Malta ·
Marokko ·
Mexico ·
Moldavië ·
Montenegro ·
Nederland ·
Nigeria ·
Noord-Ierland ·
Noord-Macedonië ·
Noorwegen ·
Oekraïne ·
Oostenrijk ·
Paraguay ·
Peru ·
Polen ·
Portugal ·
Qatar ·
Roemenië ·
Rusland ·
San Marino ·
Saoedi-Arabië ·
Schotland ·
Servië ·
Slovenië ·
Slowakije ·
Spanje ·
Trinidad en Tobago ·
Turkije ·
Uruguay ·
Verenigde Arabische Emiraten ·
Verenigde Staten ·
Wales ·
Wit-Rusland ·
Zuid-Afrika ·
Zuid-Korea ·
Zweden ·
Zwitserland
Denemarken (2021) · 
Duitsland (1996, 2) · 
Engeland (2021) · 
Ghana (2006) · 
Griekenland (2012) · 
Italië (2006) · 
Kroatië (2016) · 
Kroatië (2021) · 
Nederland (2021) · 
Polen (2012) · 
Portugal (2008) · 
Portugal (2012) · 
Rusland (2012) · 
Schotland (2021) · 
Spanje (2016) · 
Turkije (2008) · 
Verenigde Staten (2006) ·
Zwitserland (2008)
 Albanië ·  Andorra ·  Armenië ·  Azerbeidzjan ·  België ·  Bosnië en Herzegovina ·  Bulgarije ·  Cyprus ·  Denemarken ·  Duitsland ·  Engeland ·  Estland ·  Faeröer ·  Finland ·  Frankrijk ·  Georgië ·  Gibraltar ·  Griekenland ·  Hongarije ·  Ierland ·  IJsland ·  Israël ·  Italië ·  Kazachstan ·  Kosovo ·  Kroatië ·  Letland ·  Liechtenstein ·  Litouwen ·  Luxemburg ·  Malta ·  Moldavië ·  Montenegro ·  Nederland ·  Noord-Ierland ·  Noord-Macedonië ·  Noorwegen ·  Oekraïne ·  Oostenrijk ·  Polen ·  Portugal ·  Roemenië ·  Rusland ·  San Marino ·  Schotland ·  Servië ·  Slovenië ·  Slowakije ·  Spanje ·  Tsjechië ·  Turkije ·  Wales ·  Wit-Rusland ·  Zweden ·  Zwitserland
 Bohemen ·  Bohemen en Moravië ·  Duitse Democratische Republiek ·  Ierland ·  Joegoslavië ·  Servië en Montenegro ·  Tsjecho-Slowakije ·  GOS ·  Saarland ·  Sovjet-Unie